# Leila Lopes (skådespelare)
Leila Lopes, född 19 november 1959, död 3 december 2009, var en brasiliansk skådespelare, journalist, porrskådespelare och TV-presentatör. Hon är framförallt känd för sin medverkan i olika såpoperor på TV-kanalen Rede Globo och för sina pornografiska filmer. 

## Karriär

### Medverkan i såpoperor
- 1990 - Pantanal - Lúcia
- 1991 - O Guarani - Severina
- 1992 - Despedida de Solteiro - Carol
- 1993 - Renascer - Teacher Lu
- 1994 - Tropicaliente - Olívia
- 1996 - O Rei do Gado - Suzane
- 1997 - Malhação - Rosa
- 2000 - Marcas da Paixão - Creuza

### Pornografiska filmer
- 2008 - Pecados & Tentações - Marlene
- 2009 - Pecado sem Perdão - Marlene
- 2009 - Pecado Final - Marlene